# Jakub Żulczyk
Jakub Żulczyk (ur. 12 sierpnia 1983 w Szczytnie) – polski pisarz, scenarzysta, dziennikarz, amerykanista, współtwórca seriali Belfer oraz Ślepnąc od świateł.

## Życiorys
Ukończył dziennikarstwo na Uniwersytecie Jagiellońskim. Studiował amerykanistykę, uzyskując tytuł magistra. Współpracuje m.in. z „Lampą” i „Machiną”. Był stałym felietonistą „Exklusiva”. Pisał stały felieton do „Dziennika” pod tytułem 15 minut sławy. Jako publicysta współpracował również z „Tygodnikiem Powszechnym”, „Neo Plus”, „Metropolem”, „Playboyem”. Redagował autorską rubrykę Tydzień Kultury Polskiej na łamach „Wprost”.
W 2011 był współprowadzącym programu „Redakcja Kultury” w TVP2. Do lipca 2012 r. był stałym felietonistą „Elle”. Od października 2012 r. wspólnie z Sokołem prowadzili autorską audycję Instytut Prosto w Radiu Roxy.
W 2014 roku wystąpił gościnnie na albumie Doroty Masłowskiej Społeczeństwo jest niemiłe w utworze „Chrzciny”.
Wraz z Moniką Powalisz scenarzysta serialu Belfer. W 2018 r. na podstawie jego książki „Ślepnąc od świateł” powstał serial telewizyjny produkcji HBO Polska, do którego wraz z Krzysztofem Skoniecznym napisał scenariusz.
W 2020 r. Wydawnictwo Świat Książki ogłosiło, że ich nakładem w ręce czytelników trafiło ponad pół miliona książek autorstwa Żulczyka, z czego trzysta tysięcy to powieść „Ślepnąc od świateł”. Powieść została następnie wydana w Wielkiej Brytanii, Czechach, Francji i Niemczech. Razem z Juliuszem Strachotą stworzył dla Storytel liczący sześć sezonów podcast „Co ćpać po odwyku” - w 2021 r. według Spotify uplasował się na trzecim miejscu najpopularniejszych podcastów w Polsce o tematyce społeczno-kulturalnej. W 2022 r. założył z Juliuszem Strachotą firmę podcastową „Newhomers”, które celem nadrzędnym jest produkcja podcastów audio/wideo.
Laureat Nagrody Literackiej m.st. Warszawy 2018 w kategorii proza oraz Literackiej Nagrody Warmii i Mazur 2017 za Wzgórze psów. Nominowany do Paszportu „Polityki” w 2014 r. W lutym 2021 r. autor za powieść Informacja zwrotna otrzymał Nagrodę główną Jury w plebiscycie Książki Roku 2021 organizowanym przez serwis internetowy Granice.pl.

## Książki
- 2006 – Zrób mi jakąś krzywdę…, czyli wszystkie gry video są o miłości[19]; powieść drogi
- 2008 – Radio Armageddon[20]; powieść emo
- 2010 – Instytut[21]; thriller
- 2011 – Zmorojewo[22]; powieść fantastyczno-przygodowa
- 2011 – Świątynia[23]; powieść fantastyczno-przygodowa
- 2014 – Ślepnąc od świateł; powieść kryminalna
- 2016 – Instytut (II wydanie znacznie zmienione i poprawione przez autora), thriller[24]
- 2017 – Wzgórze psów; thriller
- 2019 – Czarne Słońce[25]; fantastyka
- 2021 – Informacja zwrotna[26]; thriller
- 2021 – Amazing Grace[27], opowiadanie w: Niezwyciężone. Antologia opowiadań s.f.
- 2023 – Dawno temu w Warszawie[28]; powieść kryminalna
- 2025 – Kandydat; thriller polityczny[29]

## Scenariusze
- 2008 – Brzydula (odc. 35, 39, 45)
- 2014 – Całe mnóstwo miłości
- 2016 – Belfer
- 2017 – Belfer 2
- 2018 – Ślepnąc od świateł
- 2019 – Pisarze. Serial na krótko
- 2022 – Warszawianka
- 2023 – Informacja zwrotna
- 2025 – Wzgórze Psów (serial)[30][31]

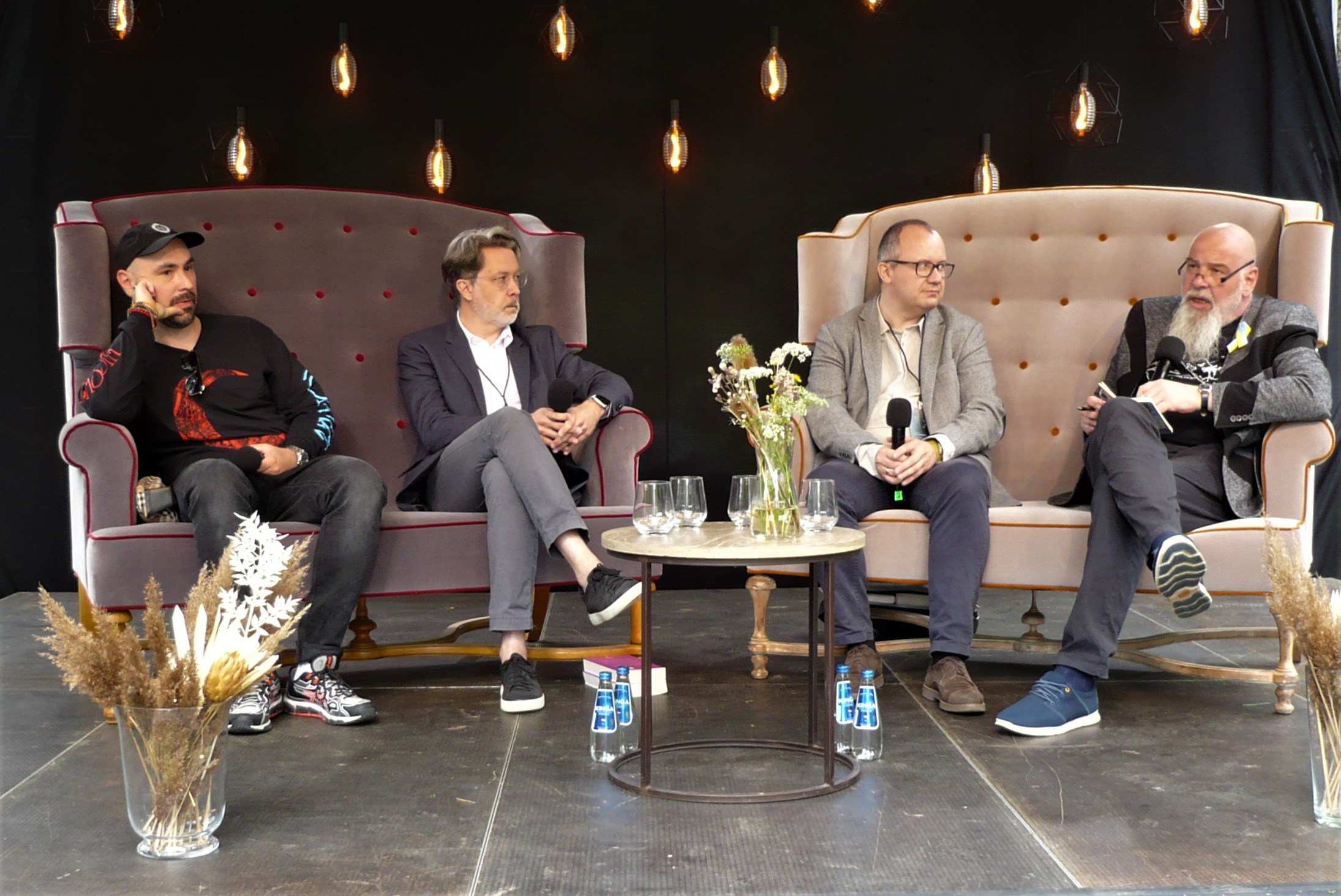
Jakub Żulczyk, M. Rusinek, A. Bodnar
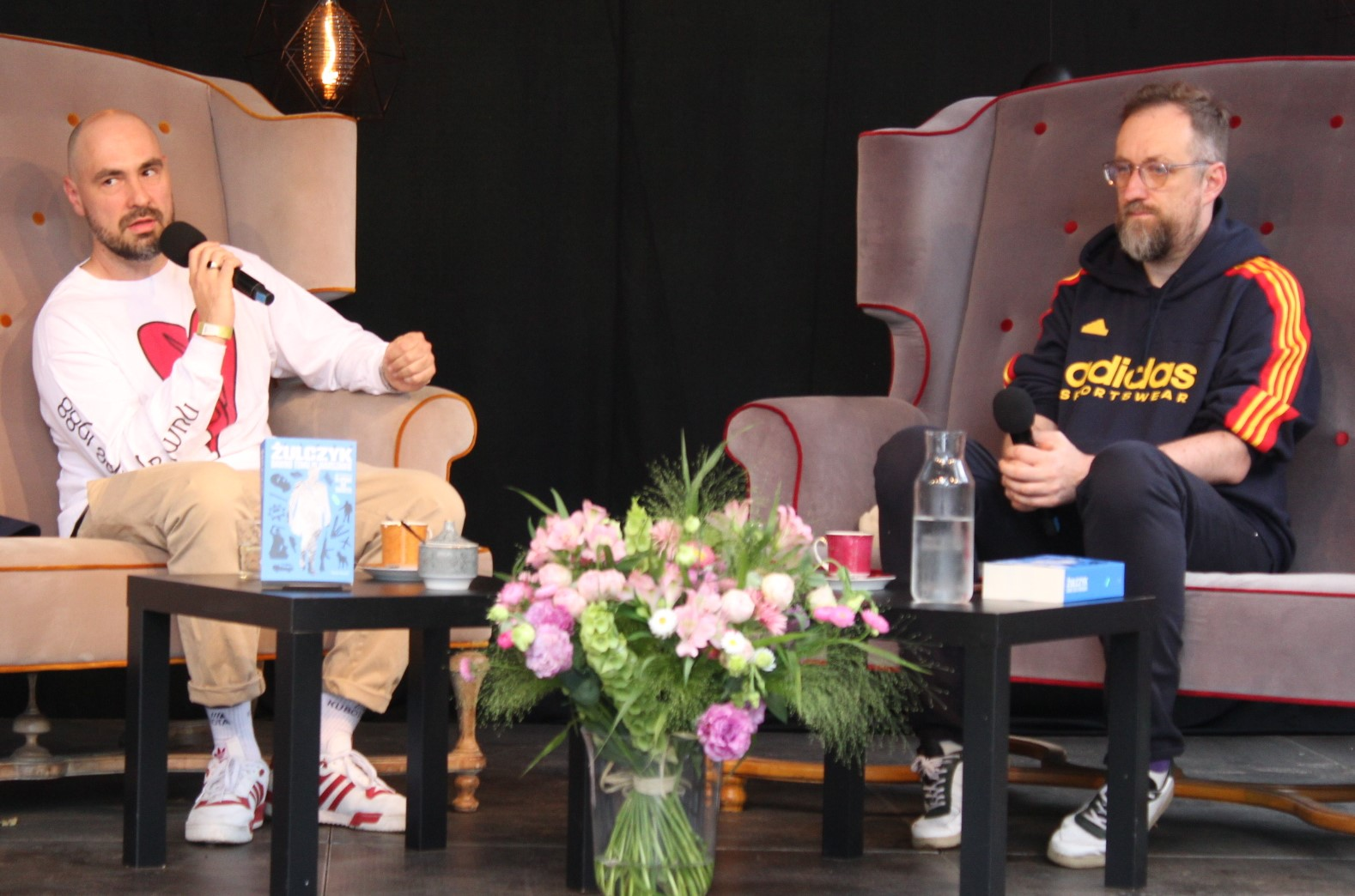
Jakub Żulczyk, Michał Nogaś, 2024

## Kontrowersje
Po wyborach prezydenckich w Stanach Zjednoczonych w 2020 prezydent RP Andrzej Duda pogratulował Joe Bidenowi udanej kampanii i oznajmił, że czeka na jego formalną nominację na urząd prezydenta USA przez Kolegium Elektorów. Wielu światowych przywódców pogratulowało już wtedy Bidenowi zwycięstwa w wyborach. Żulczyk, krytykując postawę Andrzeja Dudy, w mediach społecznościowych nazwał go „debilem”. W marcu 2021 prokuratura poinformowała, że w związku z wypowiedzią pisarza skierowała do Sądu Okręgowego w Warszawie akt oskarżenia o przestępstwo z art. 135. § 2. KK przeciwko Jakubowi Żulczykowi, polegające na znieważeniu Prezydenta Rzeczypospolitej Polskiej, co wywołało ożywioną dyskusję w polskich i zagranicznych mediach na temat granic wolności słowa. 10 stycznia 2022 Sąd Okręgowy w Warszawie umorzył postępowanie, argumentując swoją decyzję „znikomą szkodliwością społeczną czynu”.